# Nicholas Hamilton
Nicholas William Hamilton (Lismore, 4 maggio 2000) è un attore australiano, noto per i ruoli di Rellian in Captain Fantastic e Henry Bowers in It e It - Capitolo due.

## Biografia

### Primi anni
Hamilton è nato a Lismore, Australia da Vicki Atkins e Craig Hamilton. È il fratello di Joshua "JJ" Hamilton, Rebecca Hamilton e Rachel Hamilton. La morte di suo zio, avvenuta per un cancro nel 2011, è attribuita da Hamilton come l'inizio della sua carriera: egli ha infatti affermato "Sapevo che dovevo perseguire la recitazione per lui." Il suo primo ruolo è stato la parte di Elvis in una recita scolastica di quinta elementare - Hamilton ha detto di averlo preso con riluttanza, ma "si è davvero goduto [l'intero] processo" delle prove. Successivamente è entrato a far parte di un'agenzia di recitazione locale.

### Carriera
Hamilton ha attirato l'attenzione dell'industria cinematografica nel cortometraggio Time del 2013, diretto da Liam Connor. Ha interpretato un ragazzo che ha creduto nel viaggio nel tempo. Il film è stato finalista al 2013 Tropfest Short Film Festival ed Hamilton ha vinto un premio al festival come miglior attore. Ciò gli ha attirato l'attenzione di Catherine Poulton, un agente a Melbourne, Victoria, Australia. Ha iniziato la sua carriera cinematografica con un ruolo nella serie televisiva Mako Mermaids - Vita da tritone ed in alcuni cortometraggi come Jackrabbit e Letter to Annabelle.
Il primo ruolo di Hamilton in un film è stato accanto a Nicole Kidman e Joseph Fiennes nel film drammatico australiano Strangerland. All'inizio del 2016, ha ottenuto un ruolo in Wanted accanto a Rebecca Gibney. La sua prima interpretazione americana è stata come Rellian nel 2016 in Captain Fantastic, per il quale è stato nominato come miglior attore non protagonista agli Young Artist Award, insieme allo Screen Actors Guild Award per il miglior cast cinematografico. 
Nel 2014, dopo le riprese di Captain Fantastic, ha firmato con WME and 3 Arts Entertainment. Nel 2017 ha interpretato Lucas Hanson nell'adattamento cinematografico de La torre nera, così come Henry Bowers in It. Per prepararsi al ruolo di Bowers, Hamilton ha letto il romanzo originale e ha collaborato con Jarred Blancard, che ha interpretato Bowers nella miniserie del 1990. Nel 2018, è stato annunciato che avrebbe interpretato il film La battaglia di Long Tan, un film australiano incentrato sulla battaglia di Long Tan  e Endless nel ruolo di Chris, un adolescente che si ritrova intrappolato in un purgatorio alla ricerca di un modo per entrare in contatto con il suo vero amore.
È tornato ad interpretare il giovane Henry Bowers in It - Capitolo due, distribuito nel 2019.

### Vita privata
Hamilton attualmente risiede in Australia, ma ha detto che spera di trasferirsi a Los Angeles in futuro. Ha un cane di nome Roxy. È apertamente gay.

## Filmografia

### Cinema
- Time, regia di Liam Connor – cortometraggio (2013)
- The Streak, regia di Michael Gillett – cortometraggio (2013)
- Jackrabbit, regia di Stacie Howarth – cortometraggio (2013)
- Long Shadows, regia di Darwin Brooks – cortometraggio (2014)
- Letter to Annabelle, regia di Dom Marano – cortometraggio (2014)
- Strangerland, regia di Kim Farrant (2015)
- Gifted, regia di Ryan Unicomb e Jordan Bailey – cortometraggio (2015)
- Captain Fantastic, regia di Matt Ross (2016)
- La torre nera (The Dark Tower), regia di Nikolaj Arcel (2017)
- It, regia di Andrés Muschietti (2017)
- La battaglia di Long Tan (Danger Close: The Battle of Long Tan), regia di Kriv Stenders (2019)
- It - Capitolo due (It: Chapter Two), regia di Andrés Muschietti (2019)
- Endless, regia di Scott Speer (2020)
- Brave the Dark, regia di Damian Harris (2023)

### Televisione
- Mako Mermaids - Vita da tritone (Mako: Island of Secrets) – serie TV, episodio 1x11 (2013)
- Wanted – serie TV, episodio 1x02 (2016)
- Love, Victor – serie TV, episodio 2x09 (2021)

## Premi e riconoscimenti
Screen Actors Guild Award
- 2017 - Candidatura come Outstanding Performance by a Cast in a Motion Picture per Captain Fantastic[14]

Tropfest Short Film Award
- 2013 - Miglior attore per Time[15]

Young Artist Award
- 2017 - Candidatura come miglior attore non protagonista per Captain Fantastic[16]

## Doppiatori italiani
Nelle versioni in italiano delle opere in cui ha recitato, Nicholas Hamilton è stato doppiato da:
- Federico Campaiola in It, It - Capitolo due, La battaglia di Long Tan
- Lorenzo D’Agata in Captain Fantastic
- Federco Viola in Endless